# Lasiorhynchites
Lasiorhynchites – rodzaj chrząszczy z rodziny tutkarzowatych. Głównie palearktyczny. Obejmuje 11 opisanych gatunków.

## Morfologia
Chrząszcze o ciele długości od 3,3 do 7,2 mm, wysmukłym jak na przedstawicieli tutkarzowatych. Często ubarwienie jest niebieskie, zielone lub fioletowe z połyskiem metalicznym, rzadziej czarne lub częściowo żółtoczerwone do czerwonego. Charakterystyczne jest wyraźne owłosienie wierzchu ciała utworzone przez włoski długie i sterczące. Ryjek nie odbiega mocno długością od przedplecza, boki ma równoległe lub lekko rozszerza się ku wierzchołkowi. Na grzbietowej stronie ryjka zazwyczaj występuje podłużne żeberko środkowe. Czułki nigdy nie są osadzone blisko nasady ryjka. Głowa ma stosunkowo duże i wypukłe oczy złożone, a za nimi jej boki są równoległe, zaokrąglone lub lekko przewężone u podstawy. Skronie nigdy nie są oddzielone od potylicy poprzeczną listewką. Pokrywy są stosunkowo wąskie, od 1,4 do 1,7 raza dłuższe niż szerokie, zawsze z wykształconym skróconym rządkiem przytarczkowym. Samce mają odnóża z jedną ostrogą na wierzchołku każdej goleni. U samic golenie odnóży środkowych i tylnych mają po dwie ostrogi, a przednich jedną lub dwie.

## Ekologia i występowanie

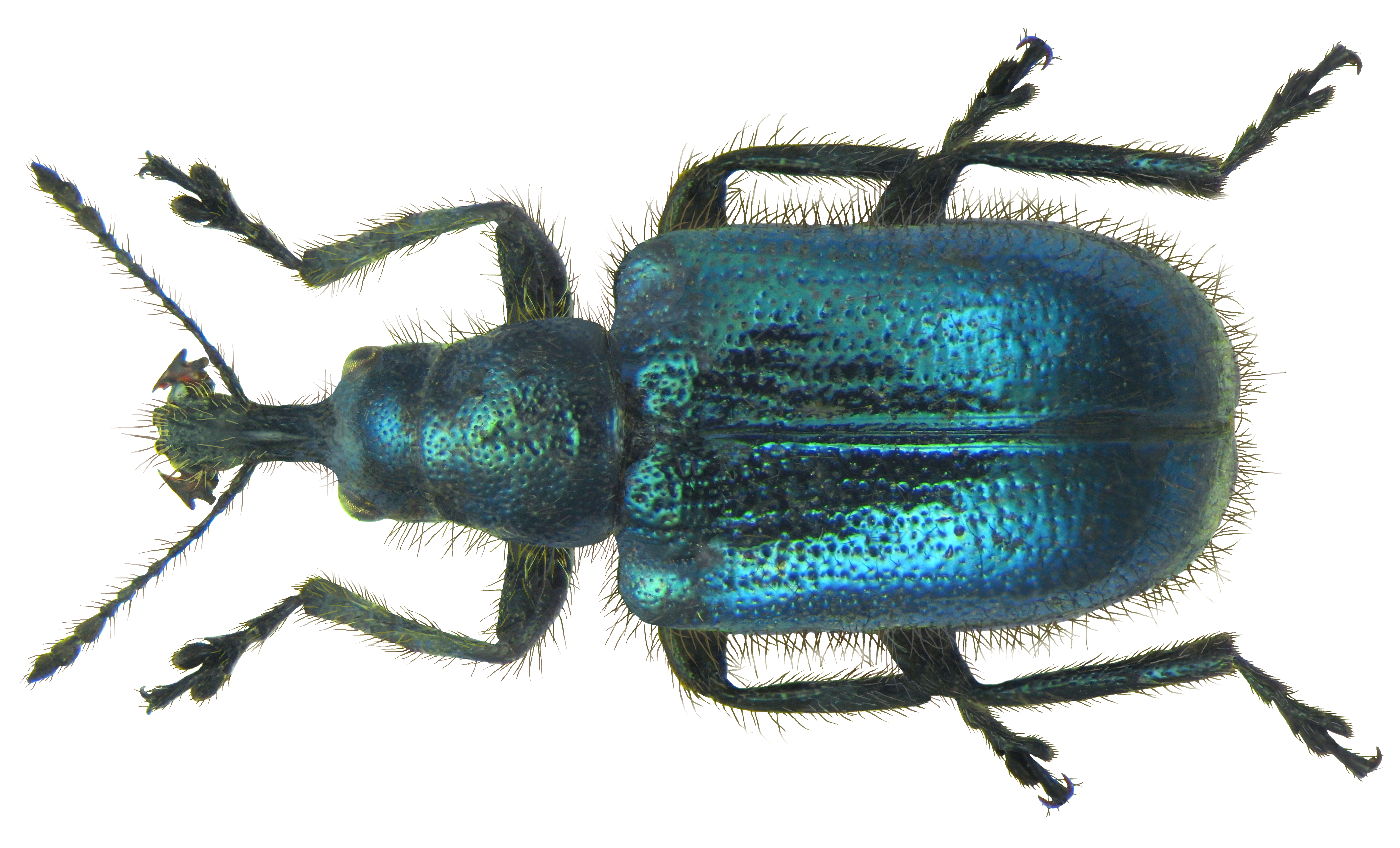
Lasiorhynchites cavifrons

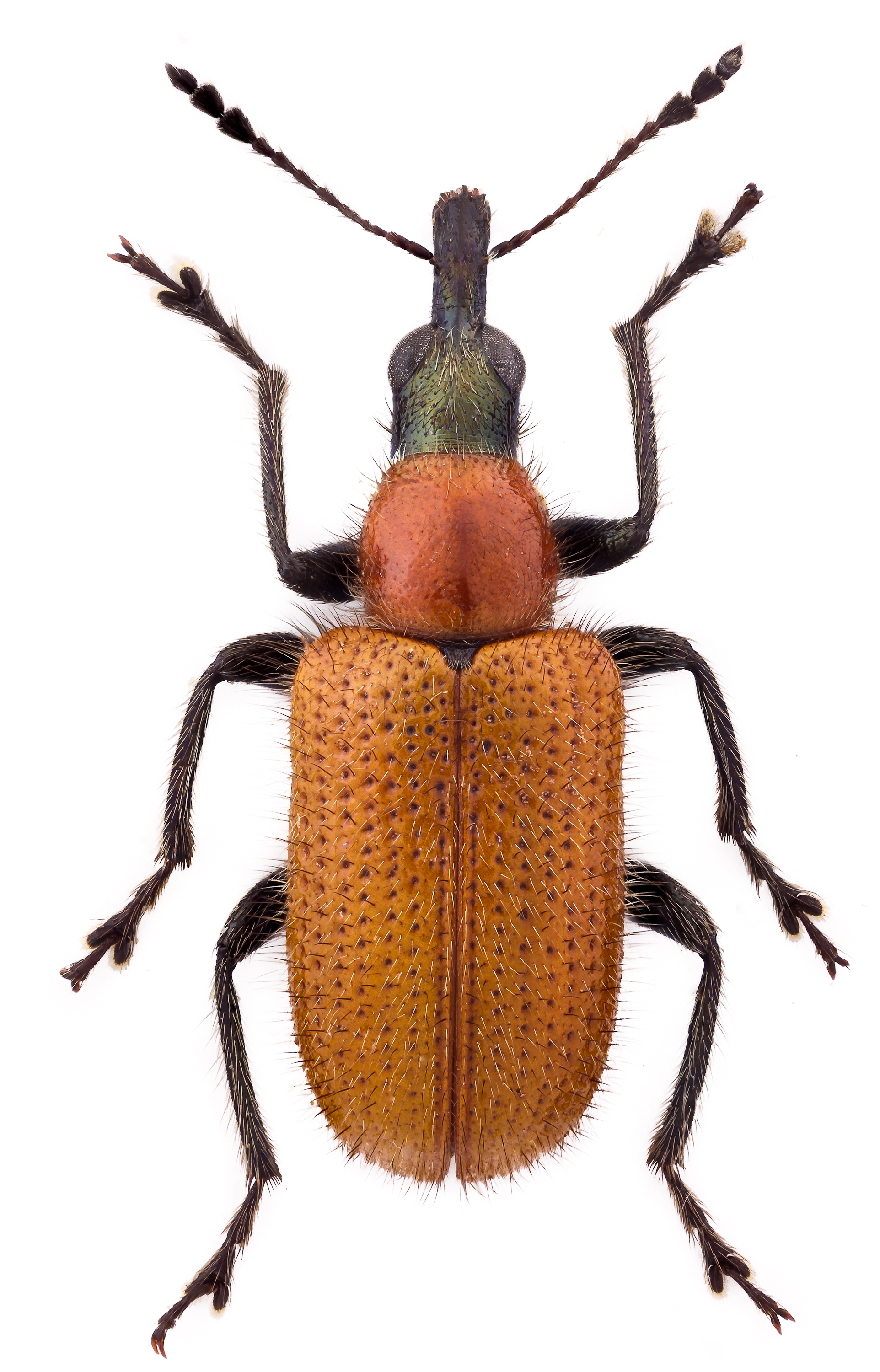
Lasiorhynchites caeruleocephalus

Owady te są pędzą nadrzewny tryb życia (arborikole). Postacie dorosłe są foliofagami żerującymi na liściach drzew liściastych. Larwy większości gatunków są ksylofagami rozwijającymi się wewnątrz młodych, najczęściej jednorocznych pędów drzew i krzewów liściastych lub iglastych. Jedynym wyjątkiem jest L. sericeus będący pasożytem lęgowym podryja dębowca – larwy L. sericeus są foliofagami i rozwijają się w tutkach tego gatunku. Przepoczwarczenie ma miejsce w glebie.
Rodzaj ten ma głównie zasięg palearktyczny, ale dociera do Mjanmy w krainie orientalnej. W Polsce stwierdzono cztery jego gatunki, ale wszystkie są spotykane rzadko lub bardzo rzadko, znane z nielicznych stanowisk  (zobacz: tutkarzowate Polski). Dwa gatunki znalazły się na „Czerwonej liście chrząszczy województwa śląskiego”.

## Taksonomia
Rodzaj ten wprowadzony został w 1860 roku przez Henriego Jekela. Należy do niego 11 opisanych gatunków:
- Lasiorhynchites brevirostris (Roelofs, 1875)
- Lasiorhynchites caeruleocephalus (J.G. Schaller, 1783)
- Lasiorhynchites cavifrons (Gyllenhal, 1833)
- Lasiorhynchites comatus (Gyllenhal, 1833)
- Lasiorhynchites freidbergi Legalov & Friedman, 2007
- Lasiorhynchites praeustus (Boheman, 1845)
- Lasiorhynchites sericeus (J.F.W. Herbst, 1797)
- Lasiorhynchites syriacus (Desbrochers des Loges, 1869)
- Lasiorhynchites ussuriensis Legalov, 2002
- Lasiorhynchites vaucheri (Desbrochers des Loges, 1896)